# Bieg na 3000 metrów z przeszkodami

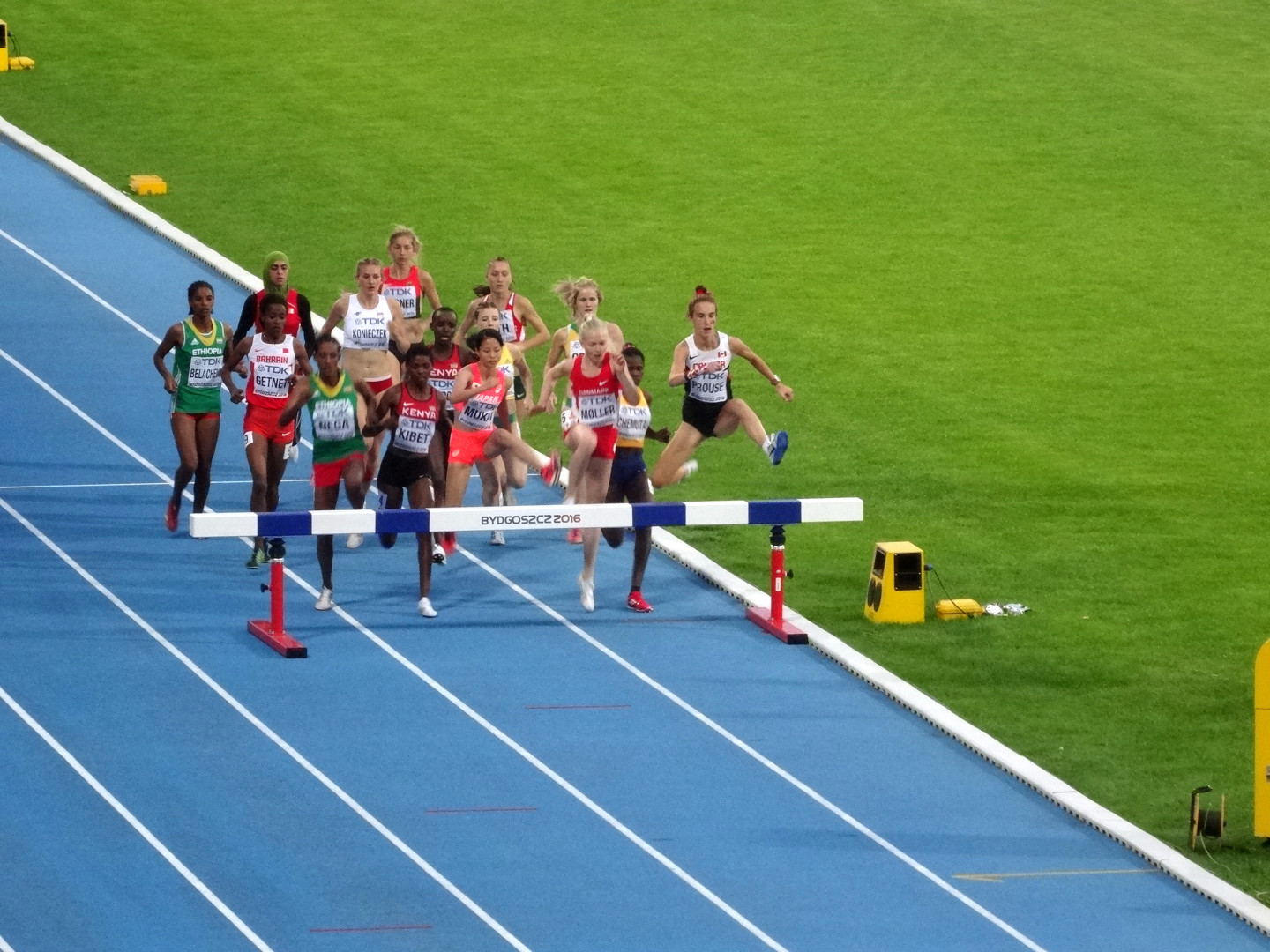
Bieg na 3000 m z przeszkodami kobiet podczas Mistrzostw Świata Juniorów w Lekkoatletyce 2016 w Bydgoszczy

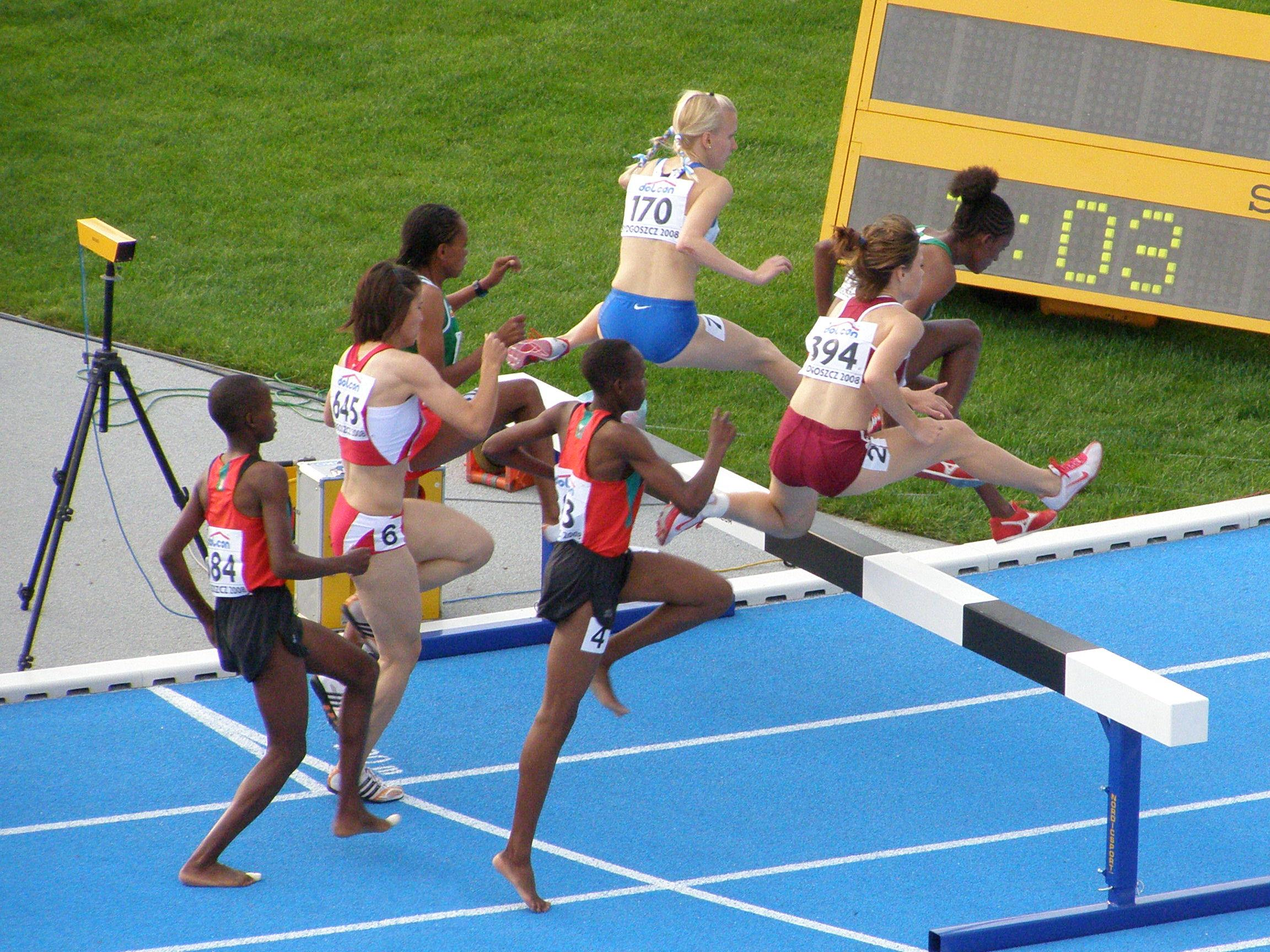
Skok przez przeszkodę

Bieg na 3000 metrów z przeszkodami – konkurencja lekkoatletyczna, w którym zawodnicy biegną siedem i pół okrążeń stadionu, pokonując za każdym razem pięć przeszkód: cztery płoty o wysokości 91,4 cm dla mężczyzn i 76,2 cm dla kobiet oraz rów z wodą poprzedzony płotem o tej samej wysokości co pozostałe płoty. Rów z wodą umieszczony jest zazwyczaj po wewnętrznej stronie bieżni, tym samym w rzeczywistości zawodnicy pokonują okrążenie stadionu o długości ok. 390 m.
Konkurencję tę aż do końca XX wieku uprawiali wyłącznie mężczyźni (na igrzyskach olimpijskich od 1900). Dopiero od 1998 IAAF zaczęła uznawać za oficjalne wyniki uzyskane w tej konkurencji przez kobiety, pierwszy rekord świata uznano w 1999. Pierwszymi ważnymi międzynarodowymi zawodami, na których został rozegrany bieg z przeszkodami kobiet były mistrzostwa świata w 2005. Bieg na 3000 m z przeszkodami był jedną z ostatnich olimpijskich konkurencji lekkoatletycznych, w której rywalizowali tylko mężczyźni.
Bieg na 3000 m z przeszkodami począwszy od lat 50. XX w. należał do najlepszych polskich konkurencji lekkoatletycznych. Rekordzistami świata na tym dystansie byli Jerzy Chromik (3-krotnie) i Zdzisław Krzyszkowiak (2 razy). Chromik został w 1958 r. mistrzem Europy, Krzyszkowiak zwieńczył karierę tytułem mistrza olimpijskiego z Rzymu (1960). Na przełomie lat 60. i 70. do czołówki światowej należał Kazimierz Maranda, a nieco później ogromne sukcesy na stadionach całego świata odnosił Bronisław Malinowski – dwukrotny mistrz Europy (1974, 1978), mistrz (1980) i wicemistrz olimpijski (1976). Tytuły wicemistrza Starego Kontynentu (1982) i świata (1983) wywalczył Bogusław Mamiński, a mocną pozycję w światowych rankingach osiągnęli ponadto Krzysztof Wesołowski i Mirosław Żerkowski.

## Najlepsi zawodnicy wszech czasów

### Mężczyźni
Poniższa tabela przedstawia listę 10 najlepszych biegaczy na 3000 m z przeszkodami w historii tej konkurencji (stan na 10 czerwca 2023).
- zobacz więcej na stronach World Athletics

### Kobiety
Poniższa tabela przedstawia listę 10 najlepszych biegaczek na 3000 m z przeszkodami w historii tej konkurencji (stan na 5 lipca 2025).
- zobacz więcej na stronach World Athletics

## Chronologia rekordu świata w biegu na 3000 metrów z przeszkodami

### Mężczyźni[2]
| Wynik   | Zawodnik              | Reprezentacja | Data                  | Miejsce   |
| ------- | --------------------- | ------------- | --------------------- | --------- |
| 8:49,6h | Sándor Rozsnyói       | Węgry         | 28 sierpnia 1954(dts) | Berno     |
| 8:47,8h | Pentti Karvonen       | Finlandia     | 1 lipca 1955(dts)     | Helsinki  |
| 8:45,4h | Pentti Karvonen       | Finlandia     | 15 lipca 1955(dts)    | Oslo      |
| 8:45,4h | Wasilij Własenko      | ZSRR          | 18 sierpnia 1955(dts) | Moskwa    |
| 8:41,2h | Jerzy Chromik         | Polska        | 31 sierpnia 1955(dts) | Brno      |
| 8:40,2h | Jerzy Chromik         | Polska        | 10 września 1955(dts) | Budapeszt |
| 8:39,8h | Siemion Rżyszczyn     | ZSRR          | 14 sierpnia 1956(dts) | Moskwa    |
| 8:35,6h | Sándor Rozsnyói       | Węgry         | 16 września 1956(dts) | Budapeszt |
| 8:35,6h | Siemion Rżyszczyn     | ZSRR          | 21 lipca 1958(dts)    | Tallinn   |
| 8:32,0h | Jerzy Chromik         | Polska        | 2 sierpnia 1958(dts)  | Warszawa  |
| 8:31,4h | Zdzisław Krzyszkowiak | Polska        | 26 czerwca 1960(dts)  | Tuła      |
| 8:31,2h | Hryhorij Taran        | ZSRR          | 28 maja 1961(dts)     | Kijów     |
| 8:30,4h | Zdzisław Krzyszkowiak | Polska        | 10 sierpnia 1961(dts) | Wałcz     |
| 8:29,6h | Gaston Roelants       | Belgia        | 7 września 1963(dts)  | Leuven    |
| 8:26,4h | Gaston Roelants       | Belgia        | 7 sierpnia 1965(dts)  | Bruksela  |
| 8:24,2h | Jouko Kuha            | Finlandia     | 17 lipca 1968(dts)    | Sztokholm |
| 8:22,2h | Władimir Dudin        | ZSRR          | 19 sierpnia 1969(dts) | Kijów     |
| 8:21,98 | Kerry O'Brien         | Australia     | 4 lipca 1970(dts)     | Berlin    |
| 8:20,8h | Anders Gärderud       | Szwecja       | 14 września 1972(dts) | Helsinki  |
| 8:19,8h | Ben Jipcho            | Kenia         | 19 czerwca 1973(dts)  | Helsinki  |
| 8:13,91 | Ben Jipcho            | Kenia         | 27 czerwca 1973(dts)  | Helsinki  |
| 8:10,4h | Anders Gärderud       | Szwecja       | 25 czerwca 1975(dts)  | Oslo      |
| 8:09,70 | Anders Gärderud       | Szwecja       | 1 lipca 1975(dts)     | Sztokholm |
| 8:08,02 | Anders Gärderud       | Szwecja       | 28 lipca 1976(dts)    | Montreal  |
| 8:05,4h | Henry Rono            | Kenia         | 13 maja 1978(dts)     | Seattle   |
| 8:05,35 | Peter Koech           | Kenia         | 3 lipca 1989(dts)     | Sztokholm |
| 8:02,08 | Moses Kiptanui        | Kenia         | 19 sierpnia 1992(dts) | Zurych    |
| 7:59,18 | Moses Kiptanui        | Kenia         | 16 sierpnia 1995(dts) | Zurych    |
| 7:59,08 | Wilson Boit Kipketer  | Kenia         | 13 sierpnia 1997(dts) | Zurych    |
| 7:55,72 | Bernard Barmasai      | Kenia         | 24 sierpnia 1997(dts) | Kolonia   |
| 7:55,28 | Brahim Boulami        | Maroko        | 24 sierpnia 2001(dts) | Bruksela  |
| 7:53,63 | Saif Saaeed Shaheen   | Katar         | 3 września 2004(dts)  | Bruksela  |
| 7:52,11 | Lamecha Girma         | Etiopia       | 9 czerwca 2023(dts)   | Paryż     |

### Kobiety[3]
| Wynik   | Zawodniczka              | Reprezentacja | Data                  | Miejsce   |
| ------- | ------------------------ | ------------- | --------------------- | --------- |
| 9:48,88 | Jelena Motałowa          | Rosja         | 31 lipca 1999(dts)    | Tuła      |
| 9:43,64 | Cristina Iloc-Casandra   | Rumunia       | 7 sierpnia 2000(dts)  | Bukareszt |
| 9:40,20 | Cristina Iloc-Casandra   | Rumunia       | 30 sierpnia 2000(dts) | Reims     |
| 9:25,31 | Justyna Bąk              | Polska        | 9 lipca 2001(dts)     | Nicea     |
| 9:22,29 | Justyna Bąk              | Polska        | 5 czerwca 2002(dts)   | Mediolan  |
| 9:21,72 | Alesia Turawa            | Białoruś      | 12 czerwca 2002(dts)  | Ostrawa   |
| 9:16,51 | Alesia Turawa            | Białoruś      | 27 lipca 2002(dts)    | Gdańsk    |
| 9:08,33 | Gulnara Samitowa         | Rosja         | 10 sierpnia 2003(dts) | Tuła      |
| 9:01,59 | Gulnara Samitowa         | Rosja         | 4 lipca 2004(dts)     | Heraklion |
| 8:58,81 | Gulnara Samitowa-Gałkina | Rosja         | 17 sierpnia 2008(dts) | Pekin     |
| 8:52,78 | Ruth Jebet               | Bahrajn       | 27 sierpnia 2016(dts) | Paryż     |
| 8:44,32 | Beatrice Chepkoech       | Kenia         | 20 lipca 2018(dts)    | Monako    |

## Polscy finaliści olimpijscy (1-8)

### Mężczyźni
- 1. Zdzisław Krzyszkowiak 8:34,30e 1960
- 1. Bronisław Malinowski 8:09,70 1980
- 2. Bronisław Malinowski 8:09,11 1976
- 4. Bronisław Malinowski 8:27,92 1972
- 7. Bogusław Mamiński 8:19,43 1980
- 8. Bogusław Mamiński 8:15,97 1988

### Kobiety
- 7. Wioletta Frankiewicz 9:21,76 2008

## Polscy finaliści mistrzostw świata (1-8)

### Mężczyźni
- 2. Bogusław Mamiński 8:17,03 1983

## Polacy w dziesiątkach światowych tabel rocznych

### Mężczyźni
- 1955 – 1. Jerzy Chromik, 8:40,2
- 1957 – 7-8. Zdzisław Krzyszkowiak, 8:48,8
- 1958 – 1. Jerzy Chromik, 8:32,0
- 1958 – 2. Zdzisław Krzyszkowiak, 8:33,6
- 1960 – 1. Zdzisław Krzyszkowiak, 8:31,3
- 1960 – 4. Jerzy Chromik, 8:35,2
- 1961 – 1. Zdzisław Krzyszkowiak, 8:30,4
- 1962 – 7. Zdzisław Krzyszkowiak, 8:37,9
- 1970 – 5. Kazimierz Maranda, 8:30,4
- 1971 – 10-11. Kazimierz Maranda, 8:28,2
- 1971 – 10-11. Bronisław Malinowski, 8:28,2
- 1972 – 3. Bronisław Malinowski, 8:22,2
- 1972 – 5. Kazimierz Maranda, 8:23,6
- 1973 – 3. Bronisław Malinowski, 8:21,6
- 1974 – 2. Bronisław Malinowski, 8:15,04
- 1975 – 2. Bronisław Malinowski, 8:12,62
- 1976 – 2. Bronisław Malinowski, 8:09,11
- 1977 – 3. Bronisław Malinowski, 8:16,94
- 1978 – 2. Bronisław Malinowski, 8:11,63
- 1978 – 7. Krzysztof Wesołowski, 8:19,5
- 1979 – 2. Bronisław Malinowski, 8:21,97
- 1979 – 8. Bogusław Mamiński, 8:23,0
- 1980 – 1. Bronisław Malinowski, 8:09,70
- 1980 – 10. Bogusław Mamiński, 8:18,78
- 1981 – 2. Bogusław Mamiński, 8:16,66
- 1982 – 4. Bogusław Mamiński, 8:17,41
- 1983 – 2. Bogusław Mamiński, 8:12,62
- 1984 – 2. Bogusław Mamiński, 8:09,18
- 1984 – 8. Krzysztof Wesołowski, 8:15,38
- 1985 – 2. Krzysztof Wesołowski, 8:11,04
- 1985 – 8. Bogusław Mamiński, 8:15,70
- 1988 – 8. Bogusław Mamiński, 8:15,97
- 1989 – 10. Mirosław Żerkowski, 8:17,64

### Kobiety
- 1999 – 4. Justyna Bąk, 9:58,77
- 2000 – 6. Justyna Bąk, 9:57,03
- 2001 – 1. Justyna Bąk, 9:25,31
- 2002 – 2. Justyna Bąk, 9:22,29
- 2005 – 3. Wioletta Frankiewicz, 9:25,09
- 2006 – 1. Wioletta Frankiewicz, 9:17,15
- 2008 – 10-11. Wioletta Frankiewicz, 9:21,76

## Polacy w rankinguTrack & Field News

### Mężczyźni
- 1955: 1. Jerzy Chromik
- 1957: 3. Zdzisław Krzyszkowiak
- 1958: 1. Jerzy Chromik
- 1958: 3. Zdzisław Krzyszkowiak
- 1959: 8. Zdzisław Krzyszkowiak
- 1960: 1. Zdzisław Krzyszkowiak
- 1960: 8. Jerzy Chromik
- 1961: 1. Zdzisław Krzyszkowiak
- 1962: 9. Zdzisław Krzyszkowiak
- 1970: 9. Kazimierz Maranda
- 1971: 7. Kazimierz Maranda
- 1972: 5. Bronisław Malinowski
- 1973: 6. Bronisław Malinowski
- 1974: 1. Bronisław Malinowski
- 1975: 2. Bronisław Malinowski
- 1976: 2. Bronisław Malinowski
- 1977: 3. Bronisław Malinowski
- 1978: 2. Bronisław Malinowski
- 1979: 1. Bronisław Malinowski
- 1979: 10. Bogusław Mamiński
- 1980: 1. Bronisław Malinowski
- 1980: 9. Bogusław Mamiński
- 1981: 2. Bogusław Mamiński
- 1982: 3. Bogusław Mamiński
- 1983: 3. Bogusław Mamiński
- 1984: 3. Bogusław Mamiński
- 1984: 7. Krzysztof Wesołowski
- 1985: 3. Bogusław Mamiński
- 1985: 6. Krzysztof Wesołowski
- 1988: 9. Bogusław Mamiński

### Kobiety
- 2001: 1. Justyna Bąk
- 2002: 2. Justyna Bąk
- 2005: 4. Wioletta Frankiewicz
- 2006: 3. Wioletta Frankiewicz
- 2008: 6. Wioletta Frankiewicz